# Baldassarre Carrari el Joven
Baldassarre Carrari (Forlì, circa 1460-Rávena, 1516) fue un pintor italiano de los siglos XV y XVI, también conocido como Baldassarre da Forli.
El apodo de “el Joven” se ha usado para distinguirlo del artista Baldassarre Carrari el Viejo que actuó a mediados del siglo XIV. No está confirmado que tengan relación de parentesco.

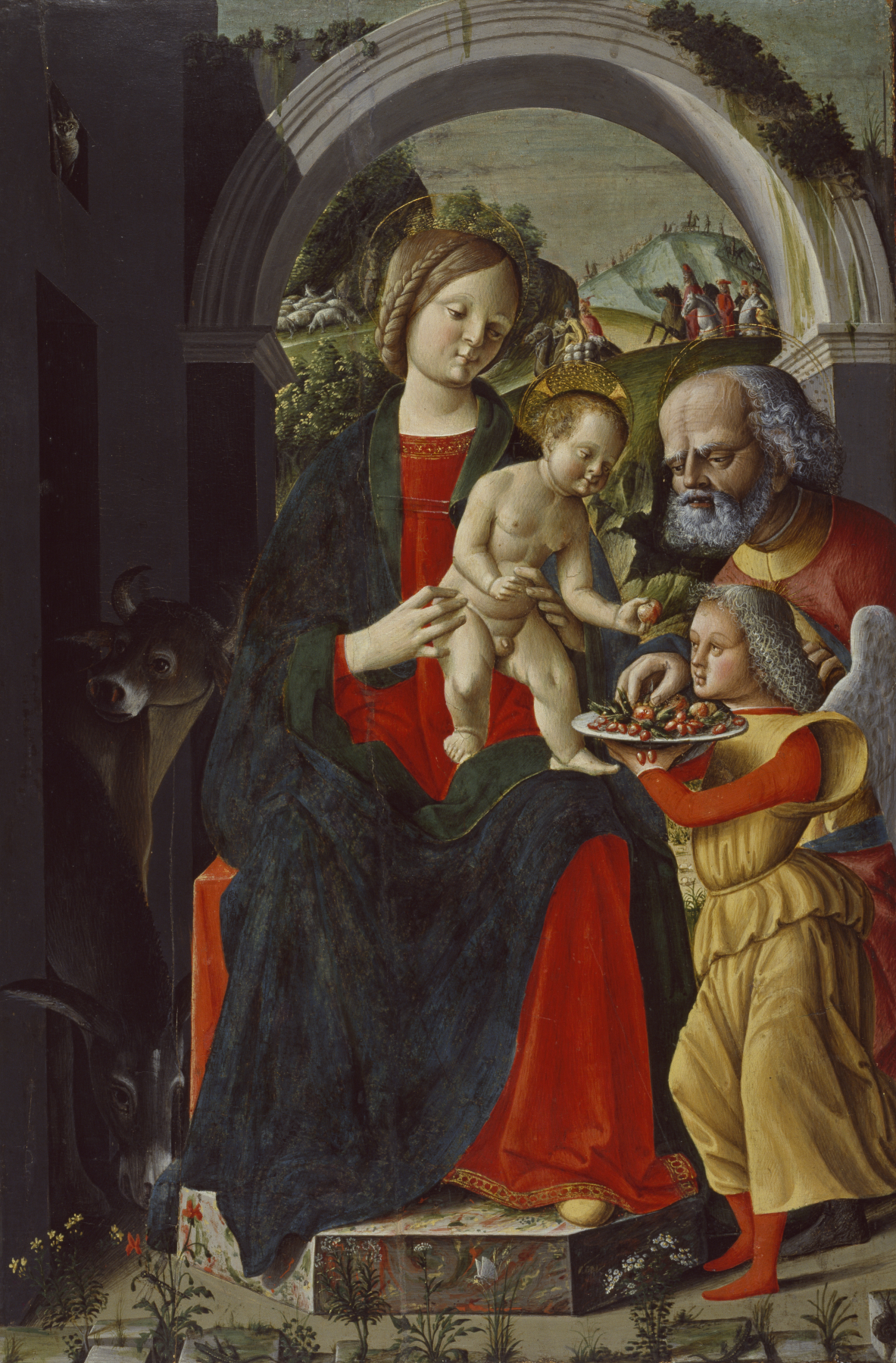
Sagrada Familia con Ángel

## Biografía
Como está indicado más arriba, su fecha de nacimiento no es exacta. Menos aproximada aún es la de su muerte: también se piensa que ocurrió después de 1528.
Tuvo fuerte influencia de Marco Palmezzano y de Melozzo da Forlì por lo que Carrari es un exponente de la escuela pictórica forlivesa.
Actuó sobre todo en Forlì y en Rávena por lo que muchos de sus trabajos pueden admirarse allí.
Sin embargo, sus obras están conservadas también en la Pinacoteca Nacional de Ferrara. Entre ellas se recuerda una Virgen con el Niño Jesús.

## Cronología de su obra
La actividad de Carrari, documentada entre 1486 y 1516, parece haberse desarrollado exclusivamente  entre su ciudad natal y Rávena, aunque hay hipótesis que mencionan una estadía en Imola para la realización de un panel de altar figurando a La Virgen con los Santos Juan y Gregorio.
La única referencia cronológica, ya que está firmada y fechada, es un panel de altar con la Coronación de la Virgen y de los Santos Benito, Mercurial, Juan Gualberto y Bernardo Uberti, que se conserva en la pinacoteca comuna de Forlì, seguida en 1512 por el altar mayor de la abadía de San Mercurial. 
El inicio de su producción artística está ligado a la realización de una de sus mejores obras: el panel de altar que representa la “Virgen en el trono con el Niño y Santas Bárbara, Catalina, Juan y Apolinar” todavía conservada  en el arzobispado de Rávena y que originalmente constituía la parte principal de un panel de altar que comprendía una luneta con la Piedad hoy en el domo de Rávena. En este trabajo, parece que Carrari rehace el trabajo de Melozzo da Forlì y Maestro dei Baldraccani. La presencia de formas quebradas, la estilización y la dureza cromática, así como la falta de unidad compositiva recuerda a artistas de Ferrara, como Ercole de Roberti y Lorenzo Costa. No faltan tampoco referencias al arte veneciano.
Su estilo está destinado a cambiar progresivamente a partir de 1498, año en que conoce el San Sebastián pintado en el año precedente por Niccolò Rondinelli para San Mercurial de Forlì: desde este momento en adelante habrá un progresivo y proficuo intercambio de influencias entre Carrari y Rondinelli. 
El influjo rondineliano se manifiesta en adelante completamente a partir de 1510, a partir de la realización del panel con La Virgen, Santiago el Mayor y San Lorenzo de la Basílica de San Apolinar el Nuevo, donde los rasgos de la Virgen son de inconfundible influencia belliniana. En esa obra, elementos de clara matriz véneta, evidentes en el endulzamiento de los trazos, continúan conviviendo con la aspereza cromática y con la escasa unidad compositiva derivada del arte de Ferrara (característica evidentes en Incoronazione della Vergine del 1512): inserta de hecho elementos muy diversos de manera homogénea y no contrastante.
Su última obra son los paneles de altar de Longana, que representan a San Apolinar con los santos Roque y Sebastián, en los cuales amplía sus modelos de referencia pero, contrariamente a lo que se piensa, los asimila hasta hacerlos suyos y reinterpretarlos de un modo completamente equilibrado.
En cambio, no es de fecha precisa el panel Virgen con el Niño, san Jerónimo y san Sebastián”  (enlace roto disponible en Internet Archive; véase el historial, la primera versión y la última)..